# Сентено, Эдвард
Эдвард Мауро Сентено (исп. Edward Mauro Zenteno Álvarez; родился 5 декабря 1984 года, Кочабамба, Боливия) — боливийский футболист, защитник клуба «Хорхе Вильстреманн» и сборной Боливии.

## Клубная карьера
Сентено — начал карьеру в клубе «Хорхе Вильстреманн». В 2003 году он дебютировал в чемпионате Боливии. В 2007 году Эдвард перешёл в «Аурору». В 2008 году он стал победителем чемпионата Боливии. В 2008 году Сентено вернулся в «Хорхе Вильстерманн».

## Международная карьера
В 2005 году Сентено дебютировал за сборную Боливии. В 2015 году Эдвард попал в заявку на участие в Кубке Америки в Чили. На турнире он сыграл в матчах против сборных Мексики, Эквадора и Перу.
В 2016 году в составе сборной Сентено принял участие в Кубке Америки в США. На турнире он сыграл в матчах против команд Панамы, Чили и Аргентины.

## Достижения
Командные
 «Аурора»
- Чемпионат Боливии по футболу — Клаусура 2008